# ダヴィデ・バッラルディーニ
ダヴィデ・バッラルディーニ（Davide Ballardini, 1964年1月6日 - ）は、イタリア・エミリア＝ロマーニャ州ラヴェンナ出身の元サッカー選手。サッカー指導者。現在はセリエA・USクレモネーゼの監督を務めている。

## 経歴
選手としてACチェゼーナで主にキャリアを過ごし、オズワルド・バニョーリ、アリゴ・サッキらの影響を受ける。引退後、ボローニャFC、パルマFCなどで経験を積んだ後、2004年にセリエC1のサンベネデッテーゼ監督に就任。
2005年にはセリエAのカリアリ監督に就任するが成績不振のため数試合で解任される。
2007年12月28日にネド・ソネッティの後任として再びカリアリ監督に就任すると、ロベルト・アクアフレスカを軸にチームを建て直し、残留を果たす。
2008年9月5日、ステファノ・コラントゥオーノの後任としてパレルモの監督に途中就任すると、エディンソン・カバーニ、ファビオ・シンプリシオらを主軸に優れたチームを作る。シモン・ケアーら若手も台頭したものの、結局8位に終わって1シーズンで退団。
2008-09シーズン終了後、デリオ・ロッシの後任としてラツィオの監督に就任した（後にロッシは入れ替わる様にしてパレルモの監督に就任）。スーペルコッパでインテル・ミラノを破り優勝を果たす。しかし、クラウディオ・ロティート会長と対立するゴラン・パンデフ、クリスティアン・ダニエル・レデスマらが出場を禁止されたために戦力が限られ、苦戦が続いた。第23節カルチョ・カターニア戦にて、ホームゲームながら0-1の敗北を喫してチームは降格圏へ転落し、2010年2月10日に解任された。
2010年11月8日、ジャン・ピエロ・ガスペリーニの後任としてジェノアCFC監督に就任。前任者が用いていた3-4-3システムからオーソドックスな4-4-2システムに変更したが、チームの成績は安定せず結局10位に終わり1年で退任した。
2011年11月9日、マッシモ・フィッカデンティの後任として3度目となるカリアリの監督に就任したが、翌年3月11日に解任された。
2013年1月20日、ルイジ・デルネーリの後任として再びジェノアの監督に就任した。
2017年11月6日、イヴァン・ユリッチの後任として3度目となるジェノアの監督に就任した。2018年10月9日、直近のパルマ戦の敗戦を受けて、ジェノアの監督の座を解任された。その後任はユリッチとなった。
2020年12月21日、ロランド・マランの後任として、自身4度目となるジェノアの監督に就任した。

## 監督成績
2023年1月17日現在
| クラブ             | 国           | 就任           | 退任          | 記録 | 記録 | 記録 | 記録 | 記録 | 記録 | 記録 | 記録   |
| クラブ             | 国           | 就任           | 退任          | 試   | 勝   | 分   | 敗   | 得   | 失   | 差   | 勝率   |
| ------------------ | ------------ | -------------- | ------------- | ---- | ---- | ---- | ---- | ---- | ---- | ---- | ------ |
| サンベネデッテーゼ | イタリアの旗 | 2004年9月1日   | 2005年6月7日  | 40   | 14   | 14   | 12   | 44   | 35   | +9   | 035.00 |
| カリアリ           | イタリアの旗 | 2005年9月16日  | 2005年11月8日 | 9    | 0    | 4    | 5    | 5    | 14   | −9   | 000.00 |
| ペスカーラ         | イタリアの旗 | 2006年7月1日   | 2006年10月9日 | 8    | 1    | 2    | 5    | 8    | 12   | −4   | 012.50 |
| カリアリ           | イタリアの旗 | 2007年12月27日 | 2008年5月27日 | 22   | 9    | 5    | 8    | 27   | 27   | +0   | 040.91 |
| パレルモ           | イタリアの旗 | 2008年9月4日   | 2009年6月5日  | 37   | 17   | 6    | 14   | 56   | 47   | +9   | 045.95 |
| ラツィオ           | イタリアの旗 | 2009年6月15日  | 2010年2月10日 | 34   | 9    | 10   | 15   | 35   | 39   | −4   | 026.47 |
| ジェノア           | イタリアの旗 | 2010年11月8日  | 2011年6月5日  | 30   | 12   | 7    | 11   | 42   | 40   | +2   | 040.00 |
| カリアリ           | イタリアの旗 | 2011年11月9日  | 2012年3月11日 | 18   | 4    | 6    | 8    | 18   | 27   | −9   | 022.22 |
| ジェノア           | イタリアの旗 | 2013年1月21日  | 2013年6月6日  | 17   | 4    | 9    | 4    | 17   | 18   | −1   | 023.53 |
| ボローニャ         | イタリアの旗 | 2014年1月8日   | 2014年7月1日  | 20   | 2    | 8    | 10   | 11   | 25   | −14  | 010.00 |
| パレルモ           | イタリアの旗 | 2015年11月10日 | 2016年1月11日 | 8    | 2    | 1    | 5    | 9    | 16   | −7   | 025.00 |
| パレルモ           | イタリアの旗 | 2016年4月12日  | 2016年9月5日  | 9    | 4    | 3    | 2    | 11   | 10   | +1   | 044.44 |
| ジェノア           | イタリアの旗 | 2017年11月6日  | 2018年10月9日 | 36   | 16   | 5    | 15   | 40   | 40   | +0   | 044.44 |
| ジェノア           | イタリアの旗 | 2020年12月21日 | 2021年11月5日 | 39   | 11   | 14   | 14   | 57   | 61   | −4   | 028.21 |
| クレモネーゼ       | イタリアの旗 | 2023年1月15日  |               | 1    | 0    | 1    | 0    | 2    | 2    | +0   | 000.00 |
| 合計               | 合計         | 合計           | 合計          | 328  | 105  | 95   | 128  | 382  | 413  | −31  | 032.01 |